# Front d'Alliberament Popular Revolucionari d'Eelam
Front d'Alliberament Popular Revolucionari d'Eelam (Eelam People's Revolutionary Liberation Front, EPRLF) fou un partit polític marxista tàmil de Ceilan, escindit de l'Organització Revolucionaria d'Estudiants d'Eelam el 1980.
Era dirigit per K. Padmanabha, i va començar la lluita armada el 1982. El 1984 va formar part del Front Nacional d'Alliberament d'Eelam (format pels Tigres i altres grups) però el 1986 els Tigres van sortir de l'organització que va desaparèixer.
El 1988 va formar un govern provisional de les províncies del nord-est dirigit per Vardharaja Perumal. A principis de 1990, abans de la sortida de les tropes índies, Padmanabha proclamà la independència de Tamil Eelam.
Una forta ofensiva de l'exèrcit singalès obligà poc després als líders del EPRLF a sortir del país cap a l'Índia juntament amb les tropes índies. Padmanabha fou assassinat pels Tigres d'Alliberament de Tamil Eelam el juny de 1990. La majoria dels membres van deixar de ser operatius però una petita part va passar a l'exèrcit singalès i va conservar el nom del partit que forma part de l'Aliança Nacional Tàmil que actua dins a la legalitat a les zones de Ceilan sota control del govern de Colombo.